# Zahrada Čech
Zahrada Čech je název prvně užívaný v 17. stol. a hojně zejména od 19. stol. pro úrodnou a teplotně nadprůměrnou oblast České republiky, která se nachází v dolním Poohří a dolním Polabí. Již Bohuslav Balbín o této krajině napsal: „Právem se tato krajina nazývá rájem Čech, vše je zde neobyčejně úrodné, ať máš na mysli plodiny jakéhokoliv druhu, utěšené zahrady, kopce porostlé osením a horské stráně ozdobené vinicemi.“
- v širším pojetí zahrnuje oblast dolního toku řeky Ohře, tedy od Doupovských hor po soutok s Labem, jejíž součástí je i České středohoří.
- zúžené vymezení může zahrnovat okresy Mělník, Litoměřice, Louny a Chomutov.
- v nejužším smyslu pak pouze samotné okolí města Litoměřice, tedy Litoměřicko jako takové

Nacházejí se zde části CHKO Chráněná krajinná oblast České středohoří.
Zahrada Čech je také veletrh zemědělských produktů, zemědělských strojů a potřeb pro zemědělce a zahrádkáře, který se koná v Litoměřicích. Jméno se někdy používá pro samotné Litoměřické výstaviště.